# 羅尼·坎貝爾

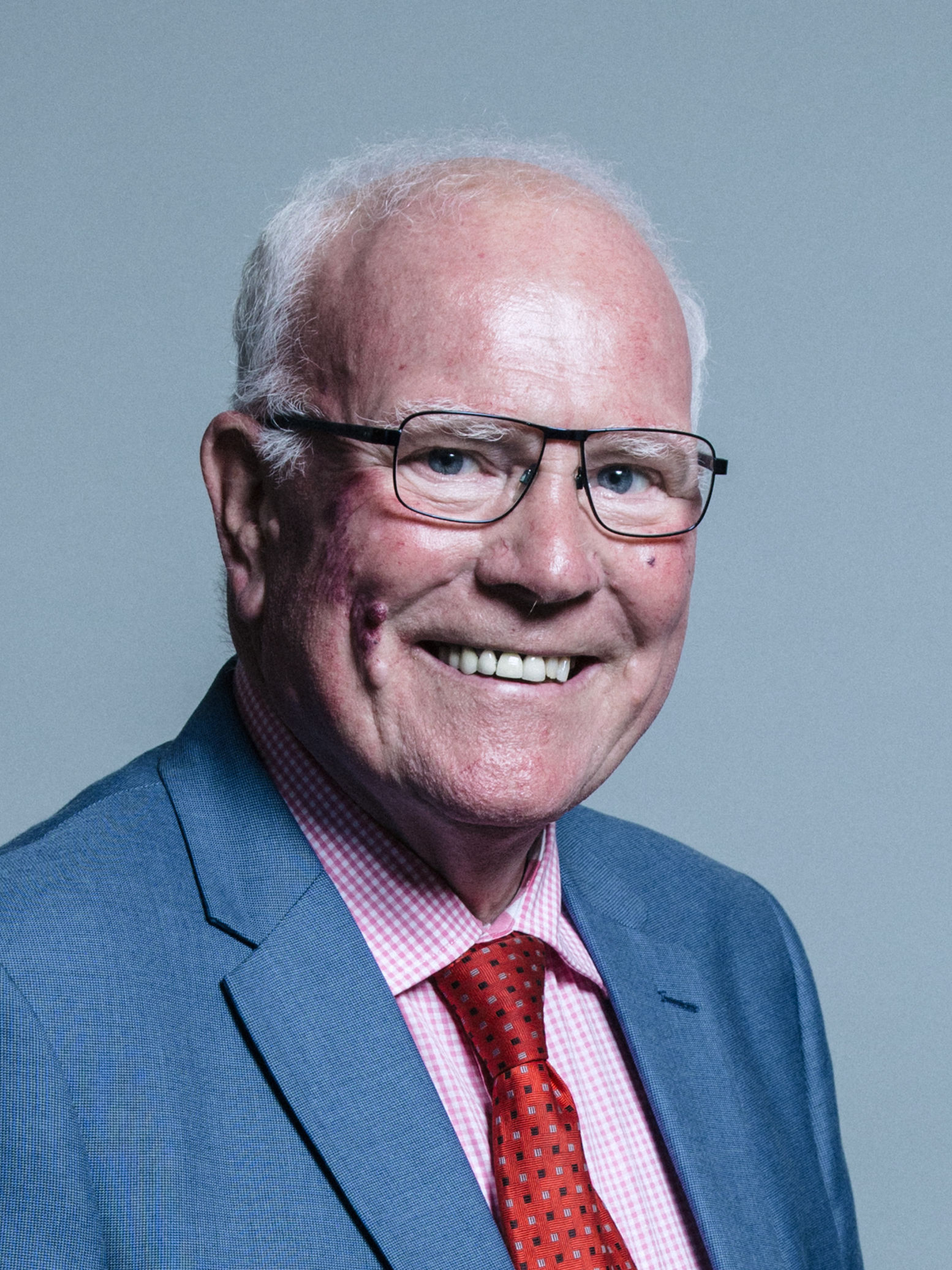

羅尼·坎貝爾（Ronnie Campbell，1943年8月14日—2024年2月23日）是一位英格蘭政治人物，他的黨籍是工黨。自1987年開始，他擔任布萊斯谷選區選出的英國下議院議員至2019年。他已經結婚並有五個孩子。